# ثانوية الاستخبارات
إم آي هاي أو ثانوية الاستخبارات (بالإنجليزية: M.I. High)‏ هو مسلسل مغامرات جاسوسية للأطفال يعرض على بي بي سي ومن إنتاج شركة كودوس، والتي أنتجت أيضًا لبي بي سي مسلسل سبوكس الجاسوسي. جاء هذا المسلسل بعد نجاح سلسلتي أفلام وكتب يونغ بوند وأليكس رايدر. سُجل المسلسل بالتقنية عالية الدقة ويُعرض على قناة سي بي بي سي وتحولها سي بي بي سي على بي بي سي وان وبي بي سي تو. يُعرض إم آي هاي أيضًا على قناة بي بي سي إتش دي، وكثيرًا ما يُبث إلى أستراليا على أيه بي سي ثري منذ أكتوبر 2012 بدأت إعادات المسلسل تبث على قناة ووتش. تم عرض, النسخة الانجليزية في شبكة يعرض مترجم للعربية عرض على قناة عرضت بعض من الحلقات مترجمة باللغة العربية في قناتي إم بي سي 4 (MBC4), أولا ثم على إم بي سي أكشن (MBC Action).

## تمثيل السلسلة السابعة

### الرئيسية
- فرانك لندن لعب من قبل جوني فريمان
- أنيشا جونز لعبت من قبل Oyiza Momoh
- دان مورغان لعب من قبل سام سترايك
- توم توبر لعب من قبل أوسكار جاك
- كيري سوميرس لعبت من قبل جوليا براون

### الداعمة
- ستيلا نايت لعبت من قبل ريبيكا بالمر
- هايمش كامبيل لعب من قبل فين دين هيرتوغ

## الحلقات
| السلسلة | السلسلة | الحلقات | تاريخ البث الأصلي   | تاريخ البث الأصلي |
| السلسلة | السلسلة | الحلقات | العرض الأول للسلسلة | خاتمة السلسلة     |
| ------- | ------- | ------- | ------------------- | ----------------- |
|         | 1       | 10      | 8 يناير 2007        | 5 مارس 2007       |
|         | 2       | 13      | 7 يناير 2008        | 24 مارس 2008      |
|         | 3       | 13      | 5 يناير 2009        | 30 مارس 2009      |
|         | 4       | 13      | 4 يناير 2010        | 15 مارس 2010      |
|         | 5       | 13      | 10 يناير 2011       | 21 مارس 2011      |
|         | 6       | 13      | 7 يناير 2013        | 25 مارس 2013      |
|         | 7       | 13      | 13 يناير 2014       | 31 مارس 2014      |

## البث العالمي والقرض

### قائمة القنوات
| البلد                                           | القناة التلفزيونية                         | الترجمة                                                                    |
| ----------------------------------------------- | ------------------------------------------ | -------------------------------------------------------------------------- |
| أستراليا                                        | ABC3                                       |                                                                            |
| بلجيكا                                          | Ketnet                                     |                                                                            |
| فرنسا                                           | الإذاعات العالمية لهيئة الإذاعة البريطانية |                                                                            |
| المجر                                           | كرتون نتورك                                | Kémsuli                                                                    |
| إيطاليا                                         | Rai Gulp                                   | Scuola di spie (School of Spies)                                           |
| المكسيك · أمريكا الجنوبية                       | HBO Family ‏                                | Escuela de espías                                                          |
| النرويج                                         | سوبر إن أر كا                              |                                                                            |
| بيرو                                            | Yups Channel                               | Escuela de espías                                                          |
| بولندا                                          | كرتون نتورك وتيليتون+                      | S.A.W. Szkolna Agencja Wywiadowcza (School Intelligence Agency) وM.I. High |
| العالم العربي · الشرق الأوسط · أفريقيا · أوروبا | تلفزيون ج                                  | ثانوية الاستخبارات                                                         |
| السويد                                          | التلفزيون السويدي                          |                                                                            |
| تركيا                                           | Kidz TV                                    | M.I. Lisesi                                                                |
| الولايات المتحدة                                | بي بي إس                                   |                                                                            |
| المملكة المتحدة                                 | سي بي بي سي و واتش                         |                                                                            |
| بوليفيا                                         | Bolivicentro                               |                                                                            |
| جمهورية الدومينيكان                             | Telemicro                                  |                                                                            |
| بيرو                                            | Red TV                                     |                                                                            |
| الإكوادور                                       | RTS                                        |                                                                            |

- تبث أيضلً في آسيا على إتش بي أو فاميلي.[18]
- في كل بلد عدا المملكة المتحدة من الموسم الأول والثاني تم تعديلها من 27 دقيقة إلى 25 دقيقة.

## روابط خارجية
- ثانوية الاستخبارات على موقع IMDb (الإنجليزية)
- ثانوية الاستخبارات على موقع ميتاكريتيك (الإنجليزية)
- ثانوية الاستخبارات على موقع كينوبويسك (الروسية)
- ثانوية الاستخبارات على موقع ألو سيني (الفرنسية)
- ثانوية الاستخبارات على موقع قاعدة بيانات الفيلم (الإنجليزية)